# Bordo de fuga

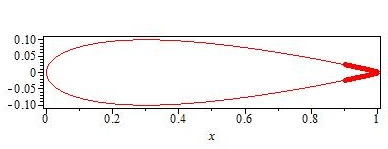
A vermelho, o bordo de fuga

Bordo de fuga  é um termo que exprime o ponto por onde o vento se escapa quando em contacto com uma superfície, e por essa razão tanto é empregue em náutica como na aviação.

## Náutica
Numa vela grande, o bordo de fuga é a valuma, ou seja a parte da vela livre e virada para a parte de trás.

## Aviação
Numa asa de avião, o bordo de fuga é o local onde se encontram os ailerons situados na parte traseira das extremidades das asas ou no leme de profundidade. Em aviação, o contrário do bordo de fuga é o bordo de ataque, a parte da frente da asa.